# Life-Size
Life-Size (no Brasil, A Boneca Que Virou Gente) é um telefilme da Disney, de comédia e fantasia lançado 5 de março de 2000, e estrelado por Lindsay Lohan e Tyra Banks. Originalmente estreou no canal ABC, no bloco "The Wonderful World of Disney", e foi lançado em VHS e DVD no mesmo ano. Também ganhou popularidade em reprises do canal Disney Channel.
O filme conta a história Casey, uma garota solitária, cuja sua boneca Eve (uma espécie de Barbie), ganha vida após um feitiço realizado por Casey dar errado.

## Enredo
Casey Stuart (Lindsay Lohan) , é uma garota solitária que está no time de futebol americano da escola. Desde que sua mãe morreu, ela tem evitado seus velhos amigos. Querendo trazer a mãe de volta à vida, Casey encontra um livro de magia com uma seção sobre ressuscitar os mortos em uma livraria. A ressurreição vai se tornar permanente a menos que seja desfeita antes do por do sol no quarto dia após o seu início. Seguindo as instruções do livro, Casey recolhe os artefatos da vida de sua mãe, incluindo fios de cabelo que estavam em sua escova de cabelo.
Enquanto Casey está se preparando para ressuscitar sua mãe, Drew, uma mulher que trabalha com seu pai Ben, e que é apaixonada por ele, presenteia Casey com uma boneca Eve. Eve é uma boneca de plástico sob a forma de uma bela jovem, fabricado pela Marathon Toys, ela tem um monte de acessórios, e vive em Sunnyvale, "no meio da América". Casey não gosta nem um pouco de ganhar a boneca deixa de canto e vai o banheiro, enquanto isso Drew continua no quarto e usa a escova da mãe de Casey para escovar o cabelo da boneca, sendo assim a mágica acaba agindo sobre a boneca, em vez da mãe de Casey. No dia seguinte Casey acorda com a sua boneca Eve (Tyra Banks) na cama, só que em forma humana. Casey fica chateada, mas Eve está animada sobre ser uma humana. Eve compra roupas no shopping, usa seu treinamento de polícia para parar um caminhão que quase atropela Casey, come comida pela primeira vez, arruma um emprego de secretaria na empresa onde Ben trabalha, e quase coloca a cozinha de Stuarts em chamas. Enquanto isso, Casey está atrás do segundo volume do livro de magia para reverter o feitiço de Eve. Durante este tempo, a tensão aumenta entre Casey e seu pai, que não aparece em seus jogos de futebol, pois está tentando garantir uma promoção no escritório de advocacia onde trabalha. A tensão é ainda maior pela atração de Ben pela Eve, que Casey vê como uma traição a sua mãe.
Eve ajuda Casey a lidar com a perda de sua mãe, e também com sua auto-confiança, o que faz as duas virarem amigas. Quando o segundo volume do livro mágico chega na livraria, Casey não quer que Eve vá embora. Infelizmente, Eve foi ficando com saudades de casa, e preocupada em não ser mais fabricada, já que as vendas caíram. Então Eve decide voltar a ser uma boneca. Depois de comprar o livro e dizer adeus a Ben e Casey, ela vai para a sede da Marathon, e refaz a mágica. Quando Casey e Ben chegam, se despedem e ela volta a ser boneca. Algum tempo depois, com as lições aprendidas a partir de suas experiências no mundo humano, ela se torna um brinquedo popular novamente. 
Casey retoma suas velhas amizades, Ben é promovido no trabalho, e leva Drew para almoçar. O filme termina com o elenco dançando a música tema de Eve ("Be a Star"), com a Eve humana cantando e dançando junto.

## Elenco
- Lindsay Lohan como Casey Stuart
- Tyra Banks como Eve
- Jere Burns como Ben Stuart
- Anne Marie Loder como Drew Mitchell
- Garwin Sanford como Richie
- Tom Butler como Phil
- Jillian Fargey como Ellen
- Dee Jay Jackson como treinador
- Kerry Sandomirsky como Phyllis Weiner
- Corrine Koslo como Dona da loja de brinquedos
- Alfred Humphreys como Proprietário da livraria
- Kerry Sandomirsky como Sra Weiner
- Sam MacMillan como Sam
- Katelyn Wallace como Sarah
- Shaina Tianne Unger como Jessica
- Jessica Lee Owens como Shannon
- Chantal Strand como irmã de Sara
- Laurie Murdoch como Sr. Boring
- Candice Connelly como Sra. Boring
- Ryan de Boer como Weiner
- Lesley Ewen como Francine
- Alvin Sanders como Guarda
- Campbell Lane como Juiz Peterman
- Joanna Piros como apresentadora de notícias
- Ali Lohan como Garota na Arquibancada

## Trilha Sonora
George Blondheim e Mark Rosman escreveram uma canção intitulada "Be a Star", que Tyra Banks canta em uma festa de negócios. Essa  música é tema do filme e também foi reprisada no final. 

Duas músicas do grupo B*Witched foram usadas: "C'est la Vie" e "Rollercoaster". Uma música do álbum de estreia do Nobody's Angel, "Keep Me Away", foi usada perto do final do filme.